# Queen of Hip-Pop
Queen of Hip-Pop – siódmy album Namie Amuro. W Japonii sprzedano 475 600 kopii. Każdy egzemplarz kosztował ¥ 3 059. Album utrzymywał się przez 22 tygodnie w rankingu Oricon. Za utwór ALARM Namie Amuro zdobyła w 2004 r. MTV Video Awards Japan. Piosenki: ALARM, GIRL TALK i WoWa zostały użyte w reklamach produktów do włosów Lucido-L. Piosenką No promowano DVD Space of Hip-Hop Tour.

## Lista utworów
| 01 | Queen of Hip-Pop                 | 03:14 |
| 02 | WANT ME, WANT ME                 | 03:10 |
| 03 | WoWa                             | 04:08 |
| 04 | I Wanna Show You My Love         | 03:39 |
| 05 | GIRL TALK                        | 04:22 |
| 06 | Free                             | 04:18 |
| 07 | My Darling                       | 04:14 |
| 08 | Ups & Downs (w duecie z Nao'ymt) | 03:46 |
| 09 | I Love You                       | 04:16 |
| 10 | ALL FOR YOU                      | 05:47 |
| 11 | ALARM                            | 04:10 |
| 12 | No / No pt. 2                    | 07:07 |

## Oricon
| Diagram                                                    | Pozycja |
| ---------------------------------------------------------- | ------- |
| Dzienny diagram Oricon (w pierwszym dniu sprzedaży)        | #1      |
| Tygodniowy diagram Oricon (w pierwszym tygodniu sprzedaży) | #2      |
| Miesięczny diagram Oricon (w pierwszym miesiącu sprzedaży) | -       |
| Roczny diagram Oricon                                      | #27     |